# Примас

Герб примаса

Примас — у римо-католицькій церкві титул і сан архієпископа певної єпархії, який надається папою Римським.
Примас має почесне верховенство в стосунках з іншими єпископами.
Існував також титул Принц-Примас.

## Примаси різних країн
У наступних країнах ранг примаса мають такі архієпископи: В англіканській церкві примас — це титул архієпископа Кентерберійського та Йоркського.
- Австрія — архієпископ Зальцбурга
- Бельгія — архієпископ Брюсселя
- Бразилія — (від 1980) архієпископ Сальвадор
- Болгарія (з XIII ст.) — архієпископ Великого Тирнова
- Чехія — архієпископ Праги
- Франція:
  - Галія — архієпископ Ліона
  - Нормандія — архієпископ Роуен
- Іспанія — архієпископ Толедо
- Ірландія — архієпископ Арма
- Португалія — архієпископ Лісабона
- Польща — архієпископ Ґнєзна
- Угорщина — архієпископ Естергома
- Італія — єпископ Рима (Папа Римський)
- США — архієпископ Балтимора